# Carlos Alberto de Oliveira
Carlos Alberto de Oliveira, meglio conosciuto come Capone (Campinas, 23 maggio 1972), è un ex calciatore brasiliano.

## Biografia
Tra le altre competizioni vinse una Coppa UEFA (1999-2000) e una Supercoppa UEFA (2000) vestendo la divisa del Galatasaray. Vanta 39 presenze nelle competizioni UEFA per club, 29 in Champions League, e 3 gol.

## Palmarès

### Competizioni statali
- Campionato Gaúcho: 1

Juventude: 1998
- Campionato paulista: 1

Corinthians: 2003

### Competizioni nazionali
- Coppa del Brasile: 1

Juventude: 1999
- Campionato turco: 2

Galatasaray: 1999-2000, 2001-2002

### Competizioni internazionali
- Coppa UEFA: 1

Galatasaray: 1999-2000
- Supercoppa UEFA: 1

Galatasaray: 2000